# آدم وايزمان
آدم وايزمان (بالإنجليزية: Adam Weissman)‏ هو مخرج تلفزيوني أمريكي من مواليد 1 يناير سنة 1901، نيويورك.